# Handley Page Hermes
L'Handley Page Hermes fu un quadrimotore di linea ad ala bassa sviluppato dall'azienda aeronautica britannica Handley Page Limited nei tardi anni quaranta.
Sviluppato parallelamente al simile Handley Page Hastings, più esattamente alla sua prima versione identificata dall'azienda come HP.67 Hastings, destinato al mercato dell'aviazione militare nel ruolo di aereo da trasporto tattico, venne prodotto in piccola serie nella variante principale HP.81 Hermes 4 e 4A e rimanendo in servizio di linea con la compagnia aerea British Overseas Airways Corporation (BOAC) fino ai primi anni cinquanta per essere poi ceduto ed impiegato in voli charter.

## Storia del progetto

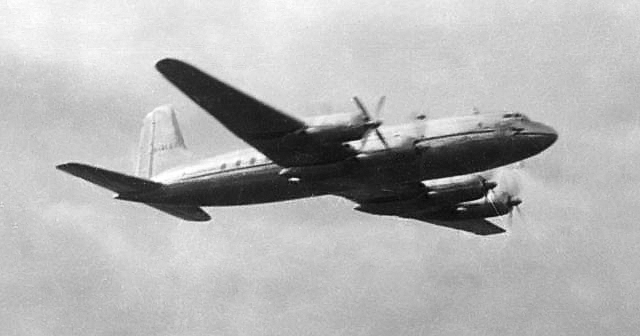
Un Hermes V durante il Farnborough Airshow nel settembre 1950.

Nel 1944 l'Air Ministry, il ministero che nel Regno Unito era responsabile dell'intera gestione dell'aviazione civile e militare, emise una specifica per la fornitura di un nuovo velivolo da trasporto passeggeri di linea in grado di trasportare 34 passeggeri in prima classe o 50 in classe turistica e dotato di cabina pressurizzata. Allo stesso tempo la Royal Air Force (RAF), l'aeronautica militare britannica, richiese un nuovo velivolo da trasporto per sostituire i propri Handley Page Halifax. La Handley Page decise quindi di avviare lo sviluppo di un progetto comune che potesse rispondere, con i necessari adattamenti per i diversi ruoli ai quali erano destinati, ad entrambe le esigenze dando origine al simile Handley Page Hastings.
I due progetti risultavano avere un'impostazione quasi identica, un grande quadrimotore monoplano di costruzione interamente metallica caratterizzato da una fusoliera a sezione circolare e la cui propulsione era assicurata da motori radiali posti in altrettante gondole sul bordo di attacco dell'ala posizionata bassa. L'unica soluzione tecnica evidente che contraddistingueva la linea dell'Hermes civile dall'Hastings militare era l'adozione di un diverso carrello d'atterraggio, un triciclo anteriore completamente retrattile con l'elemento anteriore posto sotto il naso mentre il suo gemello adottava un più classico con le due gambe di forza principali, anch'esse retrattili nell'ala, abbinate con un terzo elemento ruotato posteriore posizionato sotto la coda.

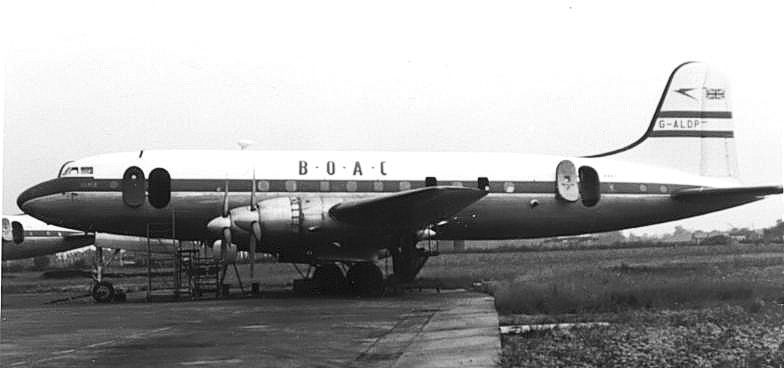
Un Hermes della BOAC con marca G-ALDP all'Aeroporto di Londra-Heathrow nel 1953.

Il primo dei due primi prototipi dell'Hermes, identificato come HP.68 Hermes 1, non adottò completamente le soluzioni tecniche destinate alla serie ma venne costruito con una fusoliera convenzionale non pressurizzata mentre solo il secondo, l'HP.74 Hermes 2, integrava la fusoliera definitiva ed era completamente equipaggiato. L'azienda britannica aveva pianificato l'introduzione sul mercato dell'Hermes prima dell'Hastings, tuttavia la produzione in serie fu costretta ad essere rimandata a causa del disastroso incidente occorso al prototipo HP.68 Hermes 1 marche G-AGSS, equipaggiato con quattro motori radiali Bristol Hercules 101 da 1 650 hp (1 230 kW), precipitato durante il suo primo volo ufficiale il 2 dicembre 1945. La necessità di indagare sulle cause dell'incidente, dovuta all'instabilità del velivolo, ritardò quindi lo sviluppo dell'Hermes. La soluzione indicata dall'ufficio di progettazione dell'azienda fu quella di allungare ulteriormente la fusoliera per ridefinire la posizione del centro di massa del modello, fu così che il secondo prototipo, l'HP.74 Hermes 2 marche G-AGUB, che adottava queste modifiche fu portato in volo con successo il 2 settembre 1947.
Nel frattempo, già dal 4 febbraio del 1947, l'azienda era riuscita a rassicurare il mercato sottoscrivendo un ordine con la BOAC per 25 esemplari della versione definitiva da avviare alla produzione in serie, la HP.81 Hermes 4, che oltre ad adottare il carrello triciclo anteriore era equipaggiata con una versione ancora più potente dei quattro motori Bristol, l'Hercules 763 da 2 100 hp (1 570 kW), più altri due equipaggiati con i turboelica Bristol Theseus ed identificati come HP.82 Hermes 5.
Tutti i 29 esemplari vennero costruiti presso le strutture dell'aerodromo di Radlett, nella contea dell'Hertfordshire, Inghilterra.

## Utilizzatori

### Civili
Bahamas
- Bahamas Airways

 Kuwait
- Kuwait Airways

 Libano
- Middle East Airlines

 Regno Unito
- Air Links
- Air Safaris
- Airwork
- Britavia

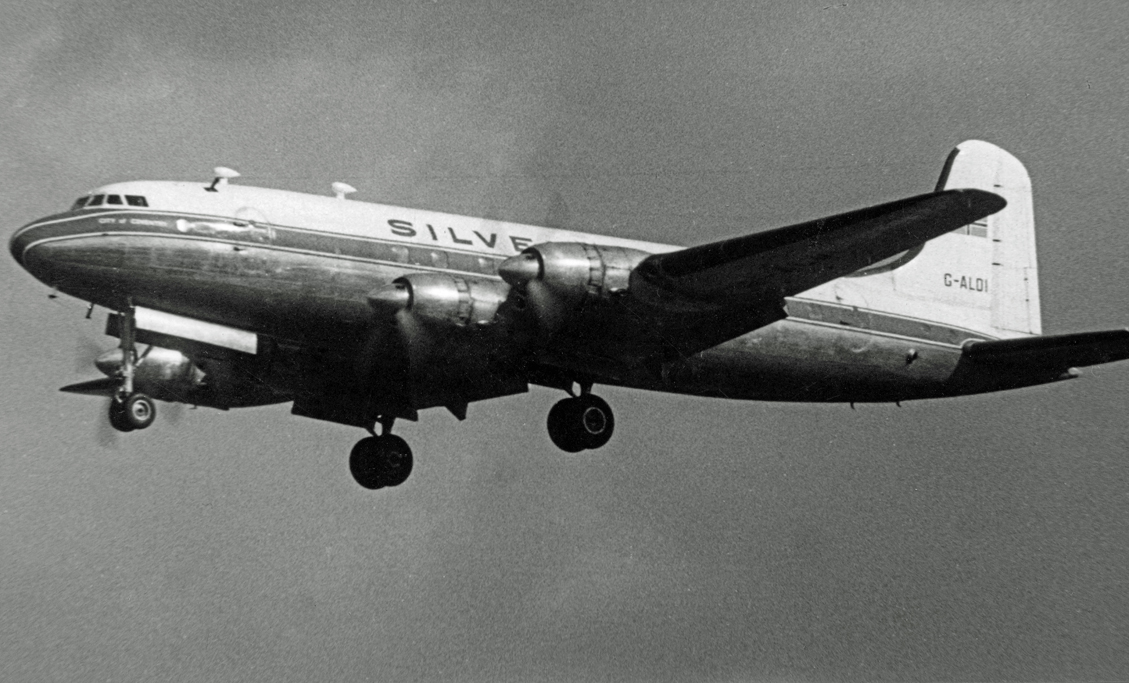
L'HP.81 Hermes 4A con marca G-ALDI della compagnia aerea Silver City Airways mentre atterra all'aeroporto di Manchester nell'agosto 1962.

- British Overseas Airways Corporation
- Falcon Airways
- Royal Radar Establishment
- Silver City Airways
- Skyways

### Governativi
Regno Unito
- Ministry of Supply

### Periodici
- Paul Jackson, The Hastings...Last of a Transport Line, in Air Enthusiast, Bromley, Kent, Tri-Service Press, Issue Forty, September-December 1989,  pp. 1-7, 47-52.